# Nannastacus euxinicus
Nannastacus euxinicus är en kräftdjursart som beskrevs av Mihai Bacescu 1951. Nannastacus euxinicus ingår i släktet Nannastacus och familjen Nannastacidae. Inga underarter finns listade i Catalogue of Life.